# Асен Василев (оперен певец)
Асен Асенов Василев е български оперен певец, бас.

## Биография
Асен Василев е роден на 19 декември 1948 година в Стара Загора. Баща му Асен Василев е банков чиновник, син на активиста на ВМОРО в Одринска Тракия Георги Василев. Майка му Евдокия Василева (родена Разбойникова) е педагог. Завършва Българската държавна консерватория със специалност „Оперно пеене“ през 1977 г. Специализира при Професор Фредерик Анспах (Белгия) и професор Рафаел Арие (Италия, Израел).
Лауреат на Четвъртия Международен Конкурс за Млади Оперни Певци в Скопие, тогавашна Югославия през 1975 година. Получава специална награда на Двадесет и втория Международен Вокален Конкурс на Холандската Телевизия в Хертогенбош Архив на оригинала от 2024-04-14 в Wayback Machine. през 1975 година. Участва в множество авторитетни български музикални фестивали като „Софийски музикални седмици“, „Варненско лято“ и други. Гастролирал е в Англия, Холандия, Чехословакия, Федерална Република Германия, Израел, САЩ и други.
През 1978 година заминава за Израел, където пее в Израелската национална опера до закриването ѝ през 1982 година. Продължава да работи в България, концертира във Великобритания и Съединените щати през 80-те години. През 90-те години записва оперна и църковна музика в България, Италия и Израел.
Почива на 19 март 2024 година в Лос Анджелис, Калифорния. 

## Дискография
- Пенчо Стоянов – симфония „Вяра“ за бас, рецитатор и симфоничен оркестър (Балкантон ВСА 2109)
- Оперен рецитал на Асен Василев – бас. Съпровожда симфоничния оркестър на Българското радио, диригент: Васил Стефанов (Балкантон ВОА 10889, 1982 г.)
- Оперен рецитал на Асен Василев – бас-баритон. Съпровожда Софийската държавна филхармония и Българската хорова капела „Светослав Обретенов“ с хормайстор Георги Робев. Диригент: Едуард Даунс (Балкантон ВОА 11119, 1983 г.)
- Тържествена литургия – Лозко Стоянов. Солист: Асен Василев (бас), възгласи: Тодор Григоров-Терес (тенор), Иван Петров (бас), Мъжки камерен хор „Славянски гласове“. Диригент: Методи Матакиев. Двоен албум, посветен на 35-годишнината от възстановявянето на Българската патриаршия. (Балкантон ВХА 12471 – 12472), 1991 г.
- Георгий Свиридов. Патетична оратория: за бас, смесен хор и голям симфоничен оркестър. Солист: Асен Василев (бас). Смесен хор при Българското радио, хормайстор: Михаил Милков; Варненска филхармония, диригент: Андрей Андреев (Балкантон ВХА 12630)
- Хвалите име Господне. Църковнославянски песнопения. Асен Василев – бас-баритон, смесен хор на Българското народно радио. Диригент: Михаил Милков (Балкантон ВНМС 7647, 1990 г.)
- Д. Шостакович – „Екзекуцията на Степан Разин“, Г. Свиридов – „Патетична оратория“. Варненска филхармония, диригент: Андрей Андреев (Koch International Classics)
- Italian Opera Rarities: Giovanni Pacini's Maria Tudor. English Symphony Orchestra, conductor David Parry, (LO 7714 – 7715), 1983
- Liturgia Solemnis – Lozko Stoyanov – composer, Assen Vassilev – bass, „Slavonic Voices“ choir, Varna Philharmonic. 1991
- Хвалите Имя Господне Балкантон, ВНМС 7647 1991 г.
- Anton Bruckner, Assen Vassilev – bass, Monteverdi-Choir Hamburg, Israel Chamber Orchestra, Jürgen Jürgens-Conductor. Music Of The St. Florian Period 1845 – 1855, (Jerusalem Records ATD 8503)